# Francisco Calvo
Francisco Javier Calvo Quesada (San José, 8 luglio 1992) è un calciatore costaricano, difensore dell'Al-Ettifaq e della nazionale costaricana.

## Carriera

### Club
Gioca da giovane nel Saprissa dal 1999 al 2010, si trasferisce poi negli Stati Uniti per studiare al San Jacinto College dopo aver ottenuto una borsa di studio e aver giocato a calcio a livello universitario.
Dopo aver giocato per Herediano e Pérez Zeledón si trasferisce nel Nordsjælland il 15 gennaio 2013.

### Nazionale
Viene convocato per la Copa América Centenario negli Stati Uniti.
Il 15 ottobre 2024 disputa la sua centesima partita per il Costa Rica nel successo per 3-0 contro il Guatemala; nell'occasione ha anche realizzato un gol.

## Statistiche

### Cronologia presenze e reti in nazionale
| Cronologia completa delle presenze e delle reti in nazionale ― Costa Rica | Cronologia completa delle presenze e delle reti in nazionale ― Costa Rica | Cronologia completa delle presenze e delle reti in nazionale ― Costa Rica | Cronologia completa delle presenze e delle reti in nazionale ― Costa Rica | Cronologia completa delle presenze e delle reti in nazionale ― Costa Rica | Cronologia completa delle presenze e delle reti in nazionale ― Costa Rica | Cronologia completa delle presenze e delle reti in nazionale ― Costa Rica | Cronologia completa delle presenze e delle reti in nazionale ― Costa Rica |
| Data                                                                      | Città                                                                     | In casa                                                                   | Risultato                                                                 | Ospiti                                                                    | Competizione                                                              | Reti                                                                      | Note                                                                      |
| ------------------------------------------------------------------------- | ------------------------------------------------------------------------- | ------------------------------------------------------------------------- | ------------------------------------------------------------------------- | ------------------------------------------------------------------------- | ------------------------------------------------------------------------- | ------------------------------------------------------------------------- | ------------------------------------------------------------------------- |
| 2-7-2011                                                                  | San Salvador de Jujuy                                                     | Colombia                                                                  | 1 – 0                                                                     | Costa Rica                                                                | Coppa America 2011 - 1º turno                                             | -                                                                         | 23’                                                                       |
| 8-7-2011                                                                  | San Salvador de Jujuy                                                     | Bolivia                                                                   | 0 – 2                                                                     | Costa Rica                                                                | Coppa America 2011 - 1º turno                                             | -                                                                         |                                                                           |
| 12-7-2011                                                                 | Córdoba                                                                   | Argentina                                                                 | 3 – 0                                                                     | Costa Rica                                                                | Coppa America 2011 - 1º turno                                             | -                                                                         | 44’ 45’                                                                   |
| 1-4-2015                                                                  | Panama                                                                    | Panama                                                                    | 2 – 1                                                                     | Costa Rica                                                                | Amichevole                                                                | -                                                                         | 44’                                                                       |
| 6-6-2015                                                                  | Buenos Aires                                                              | Colombia                                                                  | 1 – 0                                                                     | Costa Rica                                                                | Amichevole                                                                | -                                                                         | 66’                                                                       |
| 27-6-2015                                                                 | Orlando                                                                   | Messico                                                                   | 2 – 2                                                                     | Costa Rica                                                                | Amichevole                                                                | -                                                                         |                                                                           |
| 12-7-2015                                                                 | Houston                                                                   | Costa Rica                                                                | 1 – 1                                                                     | El Salvador                                                               | Gold Cup 2015 - 1º turno                                                  | -                                                                         |                                                                           |
| 15-7-2015                                                                 | Toronto                                                                   | Canada                                                                    | 0 – 0                                                                     | Costa Rica                                                                | Gold Cup 2015 - 1º turno                                                  | -                                                                         |                                                                           |
| 20-7-2015                                                                 | East Rutherford                                                           | Messico                                                                   | 1 – 0 dts                                                                 | Costa Rica                                                                | Gold Cup 2015 - Quarti di finale                                          | -                                                                         |                                                                           |
| 9-10-2015                                                                 | San José                                                                  | Costa Rica                                                                | 0 – 1                                                                     | Sudafrica                                                                 | Amichevole                                                                | -                                                                         | 55’                                                                       |
| 14-10-2015                                                                | Harrison                                                                  | Stati Uniti                                                               | 0 – 1                                                                     | Costa Rica                                                                | Amichevole                                                                | -                                                                         | 88’                                                                       |
| 28-5-2016                                                                 | San José                                                                  | Costa Rica                                                                | 2 – 1                                                                     | Venezuela                                                                 | Amichevole                                                                | -                                                                         | 51’                                                                       |
| 8-6-2016                                                                  | Chicago                                                                   | Stati Uniti                                                               | 4 – 0                                                                     | Costa Rica                                                                | Coppa America 2016 - 1º turno                                             | -                                                                         |                                                                           |
| 12-6-2016                                                                 | Houston                                                                   | Colombia                                                                  | 2 – 3                                                                     | Costa Rica                                                                | Coppa America 2016 - 1º turno                                             | -                                                                         |                                                                           |
| 7-9-2016                                                                  | San José                                                                  | Costa Rica                                                                | 3 – 1                                                                     | Panama                                                                    | Qual. Mondiali 2018                                                       | -                                                                         |                                                                           |
| 9-10-2016                                                                 | Krasnodar                                                                 | Russia                                                                    | 3 – 4                                                                     | Costa Rica                                                                | Amichevole                                                                | -                                                                         |                                                                           |
| 12-11-2016                                                                | Port of Spain                                                             | Trinidad e Tobago                                                         | 0 – 2                                                                     | Costa Rica                                                                | Amichevole                                                                | -                                                                         | 41’                                                                       |
| 13-1-2017                                                                 | Panama                                                                    | Costa Rica                                                                | 0 – 0                                                                     | El Salvador                                                               | Coppa centroamericana 2017 - 1º turno                                     | -                                                                         |                                                                           |
| 17-1-2017                                                                 | Panama                                                                    | Costa Rica                                                                | 0 – 0                                                                     | Nicaragua                                                                 | Coppa centroamericana 2017 - 1º turno                                     | -                                                                         |                                                                           |
| 20-1-2017                                                                 | Panama                                                                    | Honduras                                                                  | 1 – 1                                                                     | Costa Rica                                                                | Coppa centroamericana 2017 - 1º turno                                     | 1                                                                         |                                                                           |
| 22-1-2017                                                                 | Panama                                                                    | Panama                                                                    | 1 – 0                                                                     | Costa Rica                                                                | Coppa centroamericana 2017 - 1º turno                                     | -                                                                         |                                                                           |
| 25-3-2017                                                                 | Città del Messico                                                         | Messico                                                                   | 2 – 0                                                                     | Costa Rica                                                                | Qual. Mondiali 2018                                                       | -                                                                         |                                                                           |
| 14-6-2017                                                                 | San José                                                                  | Costa Rica                                                                | 2 – 1                                                                     | Trinidad e Tobago                                                         | Qual. Mondiali 2018                                                       | 1                                                                         |                                                                           |
| 8-7-2017                                                                  | Harrison                                                                  | Honduras                                                                  | 0 – 1                                                                     | Costa Rica                                                                | Gold Cup 2017 - 1º turno                                                  | -                                                                         |                                                                           |
| 12-7-2017                                                                 | Houston                                                                   | Costa Rica                                                                | 1 – 1                                                                     | Canada                                                                    | Gold Cup 2017 - 1º turno                                                  | 1                                                                         |                                                                           |
| 8-7-2017                                                                  | Frisco                                                                    | Costa Rica                                                                | 3 – 0                                                                     | Guyana francese                                                           | Gold Cup 2017 - 1º turno                                                  | -                                                                         |                                                                           |
| 20-7-2017                                                                 | Filadelfia                                                                | Costa Rica                                                                | 1 – 0                                                                     | Panama                                                                    | Gold Cup 2017 - Quarti di finale                                          | -                                                                         |                                                                           |
| 23-7-2017                                                                 | Arlington                                                                 | Costa Rica                                                                | 0 – 2                                                                     | Stati Uniti                                                               | Gold Cup 2017 - Semifinale                                                | -                                                                         |                                                                           |
| 2-9-2017                                                                  | Harrison                                                                  | Stati Uniti                                                               | 0 – 2                                                                     | Costa Rica                                                                | Qual. Mondiali 2018                                                       | -                                                                         | 67’                                                                       |
| 6-9-2017                                                                  | San José                                                                  | Costa Rica                                                                | 1 – 1                                                                     | Messico                                                                   | Qual. Mondiali 2018                                                       | -                                                                         | 57’                                                                       |
| 11-10-2017                                                                | Panama                                                                    | Panama                                                                    | 2 – 1                                                                     | Costa Rica                                                                | Qual. Mondiali 2018                                                       | -                                                                         |                                                                           |
| 11-11-2017                                                                | Malaga                                                                    | Spagna                                                                    | 5 – 0                                                                     | Costa Rica                                                                | Amichevole                                                                | -                                                                         |                                                                           |
| 14-11-2017                                                                | Budapest                                                                  | Ungheria                                                                  | 1 – 0                                                                     | Costa Rica                                                                | Amichevole                                                                | -                                                                         | 51’                                                                       |
| 23-3-2018                                                                 | Glasgow                                                                   | Scozia                                                                    | 0 – 1                                                                     | Costa Rica                                                                | Amichevole                                                                | -                                                                         | 78’                                                                       |
| 27-3-2018                                                                 | Nizza                                                                     | Tunisia                                                                   | 1 – 0                                                                     | Costa Rica                                                                | Amichevole                                                                | -                                                                         | 31’                                                                       |
| 3-6-2018                                                                  | San José                                                                  | Costa Rica                                                                | 3 – 0                                                                     | Irlanda del Nord                                                          | Amichevole                                                                | 1                                                                         | 45’                                                                       |
| 7-6-2018                                                                  | Leeds                                                                     | Inghilterra                                                               | 2 – 0                                                                     | Costa Rica                                                                | Amichevole                                                                | -                                                                         |                                                                           |
| 11-6-2018                                                                 | Bruxelles                                                                 | Belgio                                                                    | 4 – 1                                                                     | Costa Rica                                                                | Amichevole                                                                | -                                                                         | 45’                                                                       |
| 17-6-2018                                                                 | Samara                                                                    | Costa Rica                                                                | 0 – 1                                                                     | Serbia                                                                    | Mondiali 2018 - 1º turno                                                  | -                                                                         | 22’                                                                       |
| 22-6-2018                                                                 | San Pietroburgo                                                           | Brasile                                                                   | 2 – 0                                                                     | Costa Rica                                                                | Mondiali 2018 - 1º turno                                                  | -                                                                         |                                                                           |
| 7-9-2018                                                                  | Goyang                                                                    | Corea del Sud                                                             | 2 – 0                                                                     | Costa Rica                                                                | Amichevole                                                                | -                                                                         |                                                                           |
| 12-10-2018                                                                | San Nicolás de los Garza                                                  | Messico                                                                   | 3 – 2                                                                     | Costa Rica                                                                | Amichevole                                                                | -                                                                         |                                                                           |
| 17-11-2018                                                                | Rancagua                                                                  | Cile                                                                      | 2 – 3                                                                     | Costa Rica                                                                | Amichevole                                                                | -                                                                         |                                                                           |
| 21-11-2018                                                                | Arequipa                                                                  | Perù                                                                      | 2 – 3                                                                     | Costa Rica                                                                | Amichevole                                                                | -                                                                         | 90’                                                                       |
| 2-9-2019                                                                  | San Jose                                                                  | Stati Uniti                                                               | 2 – 0                                                                     | Costa Rica                                                                | Amichevole                                                                | -                                                                         | Cap.                                                                      |
| 27-3-2019                                                                 | San José                                                                  | Costa Rica                                                                | 1 – 0                                                                     | Giamaica                                                                  | Amichevole                                                                | -                                                                         |                                                                           |
| 25-6-2019                                                                 | Harrison                                                                  | Haiti                                                                     | 2 – 1                                                                     | Costa Rica                                                                | Gold Cup 2019 - 1º Turno                                                  | -                                                                         |                                                                           |
| 30-6-2019                                                                 | Houston                                                                   | Messico                                                                   | 1 – 1 (6 - 5 dtr)                                                         | Costa Rica                                                                | Gold Cup 2019 - Quarti di finale                                          | -                                                                         | 99’                                                                       |
| 15-11-2019                                                                | Willemstad                                                                | Curaçao                                                                   | 1 – 2                                                                     | Costa Rica                                                                | CONCACAF Nations League 2019-2020 - 1º turno                              | 1                                                                         |                                                                           |
| 18-11-2019                                                                | San Juan                                                                  | Costa Rica                                                                | 1 – 1                                                                     | Haiti                                                                     | CONCACAF Nations League 2019-2020 - 1º turno                              | 1                                                                         |                                                                           |
| 13-11-2020                                                                | Maria Enzersdorf                                                          | Qatar                                                                     | 1 – 1                                                                     | Costa Rica                                                                | Amichevole                                                                | -                                                                         |                                                                           |
| 27-3-2021                                                                 | Zenica                                                                    | Bosnia ed Erzegovina                                                      | 0 – 0                                                                     | Costa Rica                                                                | Amichevole                                                                | -                                                                         |                                                                           |
| 30-3-2021                                                                 | Wiener Neustadt                                                           | Costa Rica                                                                | 0 – 1                                                                     | Messico                                                                   | Amichevole                                                                | -                                                                         |                                                                           |
| 4-6-2021                                                                  | Commerce City                                                             | Messico                                                                   | 0 – 0 (5 - 4 dtr)                                                         | Costa Rica                                                                | CONCACAF Nations League 2019-2020 - Semifinale                            | -                                                                         | 21’                                                                       |
| 7-6-2021                                                                  | Commerce City                                                             | Honduras                                                                  | 2 – 2 (5 - 4 dtr)                                                         | Costa Rica                                                                | CONCACAF Nations League 2019-2020 - Finale 3º posto                       | 1                                                                         |                                                                           |
| 10-6-2021                                                                 | Sandy                                                                     | Stati Uniti                                                               | 4 – 0                                                                     | Costa Rica                                                                | Amichevole                                                                | -                                                                         |                                                                           |
| 13-7-2021                                                                 | Orlando                                                                   | Costa Rica                                                                | 3 – 1                                                                     | Guadalupa                                                                 | Gold Cup 2021 - 1º turno                                                  | -                                                                         |                                                                           |
| 17-7-2021                                                                 | Orlando                                                                   | Suriname                                                                  | 1 – 2                                                                     | Costa Rica                                                                | Gold Cup 2021 - 1º turno                                                  | -                                                                         | 66’, 86’                                                                  |
| 26-7-2021                                                                 | Arlington                                                                 | Costa Rica                                                                | 0 – 2                                                                     | Canada                                                                    | Gold Cup 2021 - Quarti di finale                                          | -                                                                         |                                                                           |
| 3-9-2021                                                                  | Panama                                                                    | Panama                                                                    | 0 – 0                                                                     | Costa Rica                                                                | Qual. Mondiali 2022                                                       | -                                                                         |                                                                           |
| 6-9-2021                                                                  | San José                                                                  | Costa Rica                                                                | 0 – 1                                                                     | Messico                                                                   | Qual. Mondiali 2022                                                       | -                                                                         | 37’                                                                       |
| 9-9-2021                                                                  | San José                                                                  | Costa Rica                                                                | 1 – 1                                                                     | Giamaica                                                                  | Qual. Mondiali 2022                                                       | -                                                                         | 90’                                                                       |
| 8-10-2021                                                                 | San Pedro Sula                                                            | Honduras                                                                  | 0 – 0                                                                     | Costa Rica                                                                | Qual. Mondiali 2022                                                       | -                                                                         |                                                                           |
| 11-10-2021                                                                | San José                                                                  | Costa Rica                                                                | 2 – 1                                                                     | El Salvador                                                               | Qual. Mondiali 2022                                                       | -                                                                         |                                                                           |
| 14-10-2021                                                                | Columbus                                                                  | Stati Uniti                                                               | 2 – 1                                                                     | Costa Rica                                                                | Qual. Mondiali 2022                                                       | -                                                                         |                                                                           |
| 13-11-2021                                                                | Edmonton                                                                  | Canada                                                                    | 1 – 0                                                                     | Costa Rica                                                                | Qual. Mondiali 2022                                                       | -                                                                         |                                                                           |
| 17-11-2021                                                                | San José                                                                  | Costa Rica                                                                | 2 – 1                                                                     | Honduras                                                                  | Qual. Mondiali 2022                                                       | -                                                                         |                                                                           |
| 28-1-2022                                                                 | San José                                                                  | Costa Rica                                                                | 1 – 0                                                                     | Panama                                                                    | Qual. Mondiali 2022                                                       | -                                                                         |                                                                           |
| 31-1-2022                                                                 | Città del Messico                                                         | Messico                                                                   | 0 – 0                                                                     | Costa Rica                                                                | Qual. Mondiali 2022                                                       | -                                                                         |                                                                           |
| 25-3-2022                                                                 | San José                                                                  | Costa Rica                                                                | 1 – 0                                                                     | Canada                                                                    | Qual. Mondiali 2022                                                       | -                                                                         |                                                                           |
| 27-3-2022                                                                 | San Salvador                                                              | El Salvador                                                               | 1 – 2                                                                     | Costa Rica                                                                | Qual. Mondiali 2022                                                       | -                                                                         |                                                                           |
| 5-6-2022                                                                  | San José                                                                  | Costa Rica                                                                | 2 – 0                                                                     | Martinica                                                                 | CONCACAF Nations League 2022-2023 - 1º turno                              | 1                                                                         |                                                                           |
| 14-6-2022                                                                 | Doha                                                                      | Costa Rica                                                                | 1 – 0                                                                     | Nuova Zelanda                                                             | Qual. Mondiali 2022                                                       | -                                                                         |                                                                           |
| 23-9-2022                                                                 | Goyang                                                                    | Corea del Sud                                                             | 2 – 2                                                                     | Costa Rica                                                                | Amichevole                                                                | -                                                                         |                                                                           |
| 23-11-2022                                                                | Doha                                                                      | Spagna                                                                    | 7 – 0                                                                     | Costa Rica                                                                | Mondiali 2022 - 1º Turno                                                  | -                                                                         | 68’                                                                       |
| 27-11-2022                                                                | Doha                                                                      | Giappone                                                                  | 0 – 1                                                                     | Costa Rica                                                                | Mondiali 2022 - 1º Turno                                                  | -                                                                         | 70’                                                                       |
| 26-3-2023                                                                 | Fort-de-France                                                            | Martinica                                                                 | 1 – 2                                                                     | Costa Rica                                                                | CONCACAF Nations League 2022-2023 - 1º Turno                              | -                                                                         |                                                                           |
| 29-3-2023                                                                 | San José                                                                  | Costa Rica                                                                | 0 – 1                                                                     | Panama                                                                    | CONCACAF Nations League 2022-2023 - 1º Turno                              | -                                                                         |                                                                           |
| 16-6-2023                                                                 | Carson                                                                    | Costa Rica                                                                | 0 – 1                                                                     | Guatemala                                                                 | Amichevole                                                                | -                                                                         |                                                                           |
| 21-6-2023                                                                 | Chester                                                                   | Ecuador                                                                   | 3 – 1                                                                     | Costa Rica                                                                | Amichevole                                                                | -                                                                         | 75’                                                                       |
| 27-6-2023                                                                 | Fort Lauderdale                                                           | Costa Rica                                                                | 1 – 2                                                                     | Panama                                                                    | Gold Cup 2023 - 1º turno                                                  | -                                                                         |                                                                           |
| 1-7-2023                                                                  | Harrison                                                                  | El Salvador                                                               | 0 – 0                                                                     | Costa Rica                                                                | Gold Cup 2023 - 1º turno                                                  | -                                                                         |                                                                           |
| 5-7-2023                                                                  | Harrison                                                                  | Costa Rica                                                                | 6 – 4                                                                     | Martinica                                                                 | Gold Cup 2023 - 1º turno                                                  | -                                                                         |                                                                           |
| 9-7-2023                                                                  | Arlington                                                                 | Messico                                                                   | 2 – 0                                                                     | Costa Rica                                                                | Gold Cup 2023 - Quarti di finale                                          | -                                                                         | 82’                                                                       |
| 8-9-2023                                                                  | Newcastle upon Tyne                                                       | Arabia Saudita                                                            | 1 – 3                                                                     | Costa Rica                                                                | Amichevole                                                                | 1                                                                         |                                                                           |
| 12-9-2023                                                                 | Zagabria                                                                  | Costa Rica                                                                | 1 – 4                                                                     | Emirati Arabi Uniti                                                       | Amichevole                                                                | -                                                                         | 80’                                                                       |
| 20-11-2023                                                                | Panama                                                                    | Panama                                                                    | 3 – 1                                                                     | Costa Rica                                                                | CONCACAF Nations League 2023-2024 - Quarti di finale                      | 1                                                                         | Cap. 80’                                                                  |
| 23-3-2024                                                                 | Frisco                                                                    | Costa Rica                                                                | 3 – 1                                                                     | Honduras                                                                  | CONCACAF Nations League 2023-2024 - Play-off                              | -                                                                         |                                                                           |
| 26-3-2024                                                                 | Los Angeles                                                               | Argentina                                                                 | 3 – 1                                                                     | Costa Rica                                                                | Amichevole                                                                | -                                                                         |                                                                           |
| 31-5-2024                                                                 | San José                                                                  | Costa Rica                                                                | 0 – 0                                                                     | Uruguay                                                                   | Amichevole                                                                | -                                                                         |                                                                           |
| 6-6-2024                                                                  | San José                                                                  | Costa Rica                                                                | 4 – 0                                                                     | Saint Kitts e Nevis                                                       | Qual. Mondiali 2026                                                       | -                                                                         | Cap.                                                                      |
| 9-6-2024                                                                  | Saint George's                                                            | Grenada                                                                   | 0 – 3                                                                     | Costa Rica                                                                | Qual. Mondiali 2026                                                       | -                                                                         | Cap. 73’                                                                  |
| 24-6-2024                                                                 | Inglewood                                                                 | Brasile                                                                   | 0 – 0                                                                     | Costa Rica                                                                | Coppa America 2024 - 1º turno                                             | -                                                                         | cap. 53’                                                                  |
| 28-6-2024                                                                 | Glendale                                                                  | Colombia                                                                  | 3 – 0                                                                     | Costa Rica                                                                | Coppa America 2024 - 1º turno                                             | -                                                                         | cap.                                                                      |
| 2-7-2024                                                                  | Austin                                                                    | Costa Rica                                                                | 2 – 1                                                                     | Paraguay                                                                  | Coppa America 2024 - 1º turno                                             | 1                                                                         | cap.                                                                      |
| 5-9-2024                                                                  | San José                                                                  | Costa Rica                                                                | 3 – 0                                                                     | Guadalupa                                                                 | CONCACAF Nations League 2024-2025 - 1º turno                              | 1                                                                         | cap. 18’ 82’                                                              |
| 9-9-2024                                                                  | Città del Guatemala                                                       | Guatemala                                                                 | 0 – 0                                                                     | Costa Rica                                                                | CONCACAF Nations League 2024-2025 - 1º turno                              | -                                                                         | cap.                                                                      |
| 11-10-2024                                                                | Paramaribo                                                                | Suriname                                                                  | 1 – 1                                                                     | Costa Rica                                                                | CONCACAF Nations League 2024-2025 - 1º turno                              | -                                                                         | Cap.                                                                      |
| 15-10-2024                                                                | San José                                                                  | Costa Rica                                                                | 3 – 0                                                                     | Guatemala                                                                 | CONCACAF Nations League 2024-2025 - 1º turno                              | 1                                                                         | Cap.                                                                      |
| 14-11-2024                                                                | San José                                                                  | Costa Rica                                                                | 0 – 1                                                                     | Panama                                                                    | CONCACAF Nations League 2024-2025 - Quarti di finale                      | -                                                                         | Cap.                                                                      |
| 18-11-2024                                                                | Panama                                                                    | Panama                                                                    | 2 – 2                                                                     | Costa Rica                                                                | CONCACAF Nations League 2024-2025 - Quarti di finale                      | -                                                                         | Cap. 10’ 46’                                                              |
| 21-3-2025                                                                 | Belmopan                                                                  | Belize                                                                    | 0 – 7                                                                     | Costa Rica                                                                | Qual. Gold Cup 2025                                                       | -                                                                         | Cap.                                                                      |
| 25-3-2025                                                                 | San José                                                                  | Costa Rica                                                                | 6 – 1                                                                     | Belize                                                                    | Qual. Gold Cup 2025                                                       | -                                                                         | Cap.                                                                      |
| 7-6-2025                                                                  | Bridgetown                                                                | Bahamas                                                                   | 0 – 8                                                                     | Costa Rica                                                                | Qual. Mondiali 2026                                                       | -                                                                         |                                                                           |
| 10-6-2025                                                                 | San José                                                                  | Costa Rica                                                                | 2 – 1                                                                     | Trinidad e Tobago                                                         | Qual. Mondiali 2026                                                       | -                                                                         |                                                                           |
| 15-6-2025                                                                 | San Diego                                                                 | Costa Rica                                                                | 4 – 3                                                                     | Suriname                                                                  | Gold Cup 2025 - 1° turno                                                  | -                                                                         |                                                                           |
| 18-6-2025                                                                 | Arlington                                                                 | Costa Rica                                                                | 2 – 1                                                                     | Rep. Dominicana                                                           | Gold Cup 2025 - 1° turno                                                  | -                                                                         |                                                                           |
| 22-6-2025                                                                 | Paradise                                                                  | Messico                                                                   | 0 – 0                                                                     | Costa Rica                                                                | Gold Cup 2025 - 1° turno                                                  | -                                                                         | 3’                                                                        |
| 29-6-2025                                                                 | Minneapolis                                                               | Stati Uniti                                                               | 2 – 2 (4 – 3 dtr)                                                         | Costa Rica                                                                | Gold Cup 2025 - Quarti di finale                                          | 1                                                                         |                                                                           |
| Totale                                                                    |                                                                           | Presenze (9º posto)                                                       | 110                                                                       |                                                                           | Reti                                                                      | 14                                                                        |                                                                           |

## Palmarès

### Club
- Campionato costaricano: 3

Herediano: 2011-2012, 2014-2015
Saprissa: 2015-2016